# Aurais dû faire gaffe, le choc est terrible
Pour plus de détails, voir Fiche technique et Distribution.
Aurais dû faire gaffe, le choc est terrible est un film français réalisé par Jean-Henri Meunier, sorti en 1977.

## Fiche technique
- Titre : Aurais dû faire gaffe, le choc est terrible
- Réalisation : Jean-Henri Meunier
- Scénario : Jean-Henri Meunier
- Dialogues : Claude Gippon et Jean-Henri Meunier
- Photographie : Jean-Jacques Flori
- Son : Auguste Galli
- Musique et chansons : Serge Gainsbourg
- Montage : Yves Deschamps
- Sociétés de production : Spleen Films - Antegor
- Pays de production :  France
- Durée : 91 minutes
- Date de sortie : France - 16 novembre 1977

## Distribution
- Roland Blanche : Bijou
- Hedi Daoud : le Doc
- Claude Gippon : Bilan
- Rosine Young : Rosine
- Patrick Frout
- Marie Bouchard
- Michael Lonsdale